# Courtesoult-et-Gatey
Courtesoult-et-Gatey – miejscowość i gmina we Francji, w regionie Burgundia-Franche-Comté, w departamencie Górna Saona.
Według danych na rok 1990 gminę zamieszkiwało 76 osób, a gęstość zaludnienia wynosiła 7 osób/km² (wśród 1786 gmin Franche-Comté Courtesoult-et-Gatey plasuje się na 667. miejscu pod względem liczby ludności, natomiast pod względem powierzchni na miejscu 386.).